# Les Granges (Valloire)
Pour les articles homonymes, voir Les Granges (homonymie).
Les Granges sont un hameau de la commune française de Valloire, dans le département de la Savoie.
Le hameau comprend une vingtaine d’habitations groupées autour d’une petite chapelle. Les maisons les plus basses sont à l’altitude de 1 475 mètres et les plus élevées, la ferme de l’Adroit, à l'altitude de 1 535 mètres. C’est à proximité immédiate de ce hameau qu’est installé en 1936 le premier remonte-pente de toute la Maurienne, un des premiers de France. En août 1944, un combat y oppose la résistance locale aux troupes allemandes venues défendre le col du Télégraphe contre l’avancée des troupes américaines. Le hameau a également la particularité d’avoir hébergé des années durant les deux champions du monde de la petite commune de Valloire, Maud Gobert et Jean-Baptiste Grange.
Le hameau des Granges est un lieu habité de très longue date, qui comprend encore une petite cinquantaine d'habitants (2016). On y trouve encore des maisonnettes datant du XVIIe siècle et une chapelle du début XVIIIe siècle. Une chapelle aujourd’hui disparue y avait déjà été bâtie en 1480.

## Description

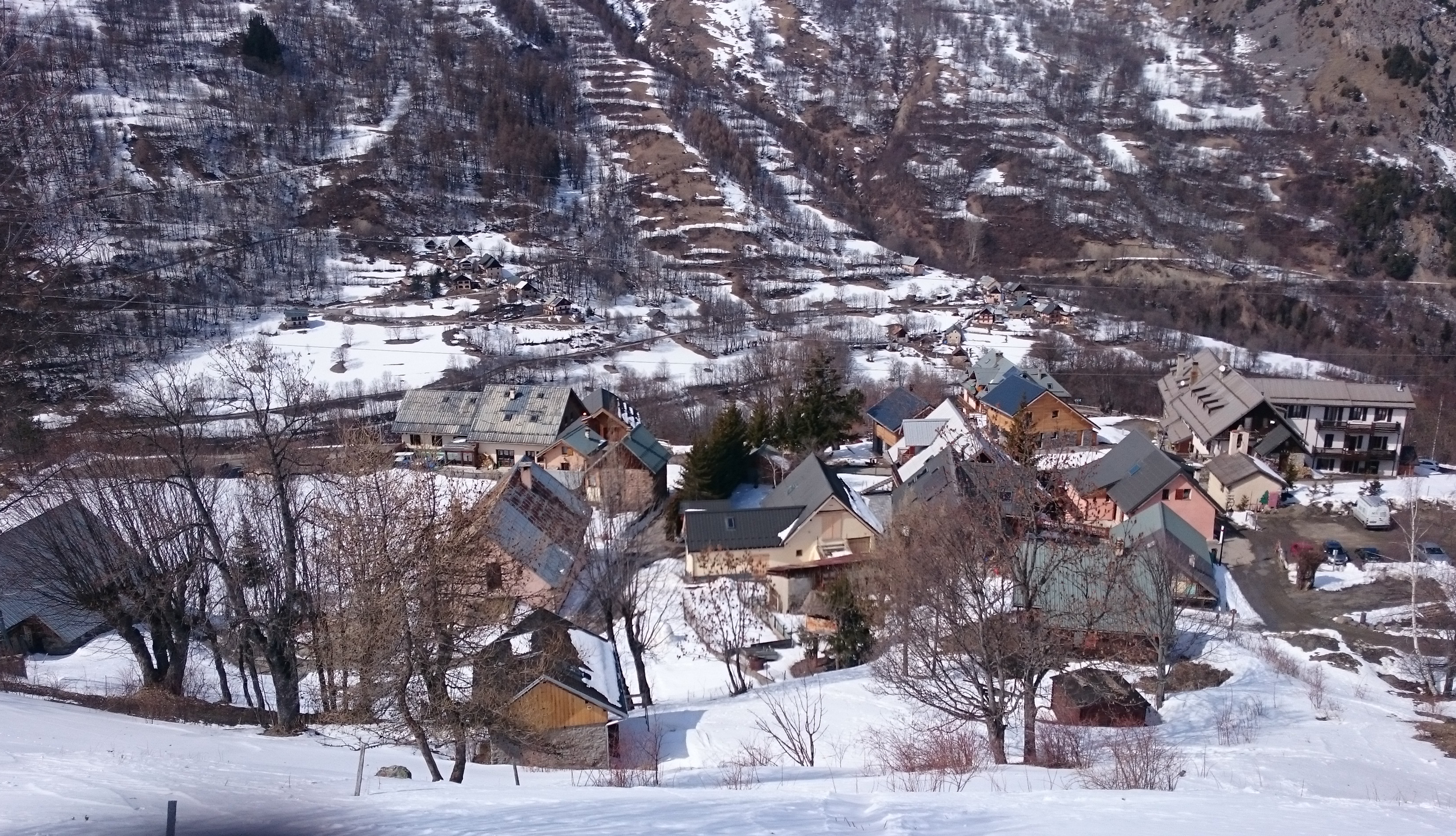
Les Granges

Le hameau des Granges est composé d'une vingtaine de bâtisses. Il comprend, autour de la chapelle Sainte-Marguerite, des maisons anciennes, dont certaines remontent au XVIIe siècle, et leurs dépendances, un bâtiment assez imposant construit dans les années 1930/40 par l'abbé Rosset autour de sa maison de famille pour héberger une colonie de vacances, les Ecureuils, ensemble maintenant transformé en immobilier locatif destiné aux travailleurs saisonniers; un petit hôtel restaurant, un des rares de Valloire à rester ouvert toute l'année pour y accueillir les voyageurs et professionnels de passage; une dizaine de chalets habillés de bois; ainsi que, construite en 1999, la vaste ferme de l'Adroit qui surplombe le hameau. Après avoir vu sa population décliner à la fin du XXe siècle, au point de n'être quasiment plus habité que par des résidents secondaires, le hameau a vu sa population remonter à environ une petite cinquantaine d'habitants (2016).

### La chapelle

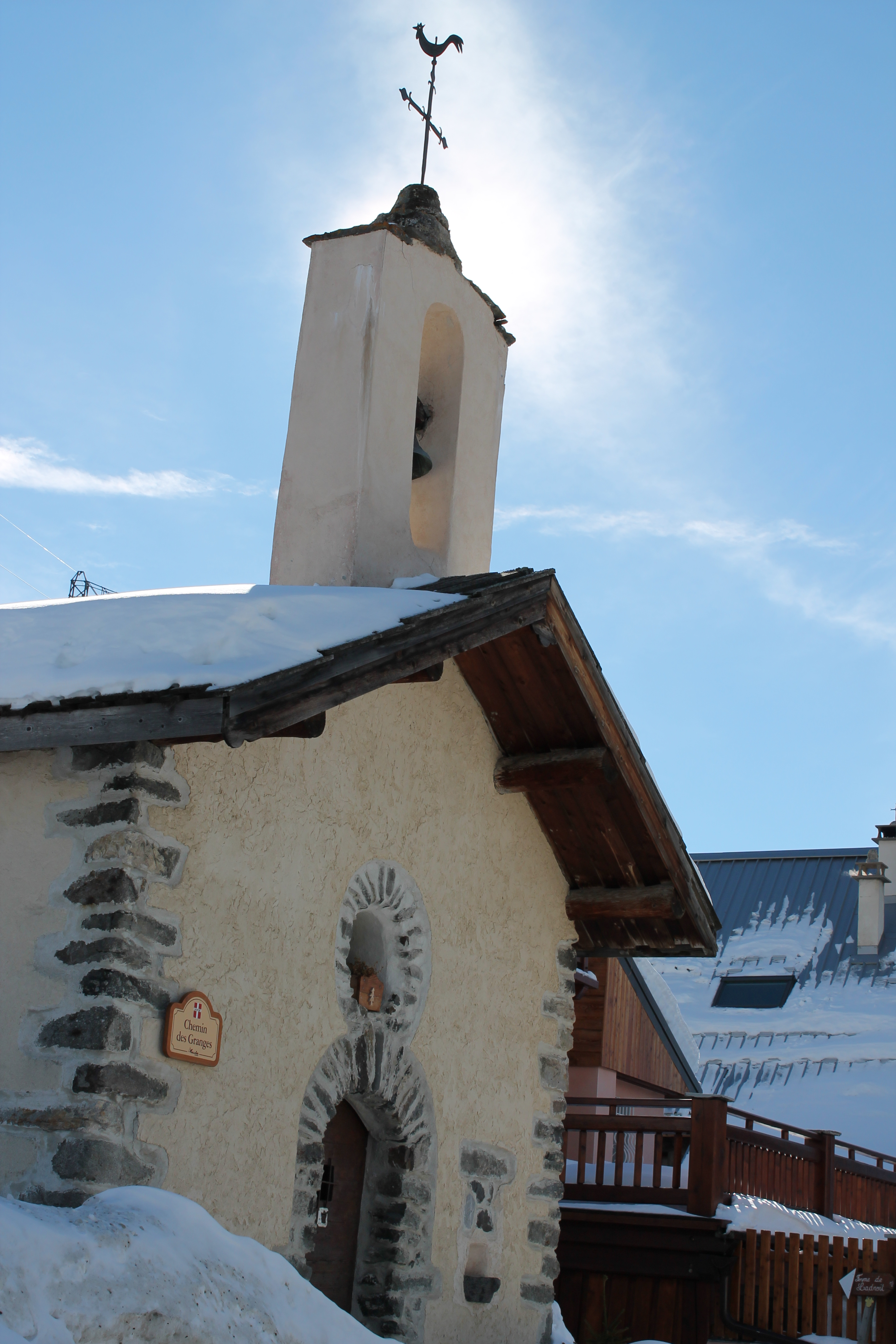
La chapelle Sainte-Marguerite aux Granges

La chapelle Sainte-Marguerite a été reconstruite en 1700. Elle remplace une ancienne chapelle édifiée entre 1480 et 1482, dédiée à Notre-Dame de l’Annonciation. La construction de cette chapelle primitive est intimement liée à l'histoire de la famille Rambaud. C'est en effet à cette occasion qu'il est fait mention pour la première fois de ce patronyme à Valloire, la famille étant originaire d'Albiez-le-vieux. La chapelle actuelle a longtemps été laissée à l’abandon mais a été récemment rénovée. Elle a été désacralisée et sert de lieu de réunion des habitants du hameau,.

## Histoire

### L'arrivée de l'école après 1679
Après qu’une école gratuite eût été ouverte à Valloire en 1679 où l’on commença à enseigner lecture, écriture et catéchisme, des petites écoles sont fondées dans les hameaux alentour et notamment une au hameau des Granges. L’école y est tenue dans un coin d’écurie ou dans une chambre (petite maison d’une pièce, comme celle portant l’inscription 1645 située au haut du hameau). Cette école de hameau a disparu depuis bien longtemps .

### L'incendie de 1732
Les Granges entrent dans l’histoire de la Vallée d’or (Valloire) lorsque, dans la nuit du 14 au 15 janvier 1732, entre sept et huit heures du soir, un incendie éclate dans le hameau. Dans la supplique adressée au roi de Sardaigne en vue de l’octroi d’une aide aux habitants du hameau, on note que « Le feu s’est pris audit hameau avec tant d’impétuosité et violence du vent  que les bâtiments et maisons des suppliants ont été réduits en cendres de même que tous les fourrages qui estoient dedans avec une partie de leurs bestiaux qui ont été étouffés dans les écuries pour n’avoir pu les faire sortir. Par l’impétuosité dudit feu qui s’est communiqué dans le même temps à tous les bâtiments pour être  remplis de paille, les denrées et meubles ont de même été réduits en cendres. » Alexis Grange, le châtelain de Valloire qui certifie les dommages subis par les habitants des Granges indique que « par un malheur extraordinaire le feu a pris au village des Granges sus dit Valloire et a incendié trente-quatre maisons que chambres soit greniers… »
Une enquête est menée pour évaluer l’ensemble des dommages subis par les habitants des Granges. Il en résulte que « le dit village est l’un des plus pauvres de la paroisse de Valloire et que le nombre de maisons et bâtiments incendiés excèdent les deux tiers, les experts n’ont pu rapporter sur la valeur des fourrages, denrées et meubles perdus. ». Le coût total des réparations à faire dans le village est pour le reste estimé à sept mille deux cent quatre-vingt-sept livres dix sols, soit le prix d’environ deux mille brebis  (quatre livres chacune), ce qui montre l'ampleur des dégâts.

### L'été 1944 aux Granges
L’autre moment où l’histoire se fixe aux Granges  se situe lorsque les Allemands venus occuper la Vallée d’or après y avoir remplacé les Italiens en septembre 1943 qui viennent de capituler devant l’avancée alliée, doivent envisager de se replier à leur tour après le débarquement de Normandie. Les Allemands quittent le cœur de la vallée les 11 et 12 juillet 1944. Les maquisards cantonnés aux Rochilles descendent dans la Vallée d’or et se portent au-devant des Allemands qui gardent le col du Télégraphe. Le 11 août, vers 14 heures, ils se heurtent à une patrouille allemande au lieu-dit de l’Épinette, entre les Granges et les Chozeaux (là où est installée depuis une dizaine d’années la plus ancienne remontée mécanique de la Maurienne). Les paysans présents dans les alentours se mettent à l’abri. Les FFI décrochent. Les Allemands se replient vers le tunnel  en emmenant plusieurs tués ou blessés. Le lendemain, le samedi 12 août, vers 6 heures, un fort détachement allemand franchit le tunnel et se dirige vers Valloire. Il se heurte à une ligne de défense établie aux Granges tenue par les FFI descendus des Rochilles et par des Valloirins. Les Valloirins décrochent sous le nombre suivis des FFI qui se replient. L’abbé Rosset, fondateur d’une colonie de vacance installée dans sa maison de famille des Granges, intervient ensuite, en compagnie du maire de Valloire, Jean Généreux Michelland, pour tenter une médiation auprès des Allemands, afin d’éviter que leur colère ne s’abatte sur le village de Valloire. Après quelques péripéties, et le débarquement allié en Provence le 15 août 1944, les Allemands se replient  vers l’Italie en septembre sans incendier Valloire .

## Agriculture
Autrefois hameau d'agriculteurs et d'éleveurs, les Granges ont vu leur activité agricole décliner et disparaître à la fin du XXe siècle. Une forme moderne d'activité est reparue à partir d'avril 1999 avec la création de la ferme de l'Adroit. Celle-ci, située à 1 535 mètres d’altitude, en haut de l’ancienne piste de ski de la colonie des Ecureuils, sur un versant bien ensoleillé (l’adret, d’où son nom de « l’Adroit »), appartient à la commune de Valloire qui, à l'initiative d'un couple de jeunes agriculteurs étrangers à la commune, l'a fait construire en 1999, avec l’aide d’une subvention de la Communauté européenne. Il n'y avait plus une seule ferme sur la commune. Les pâturages n'étaient plus entretenus et les friches gagnaient du terrain. Ses vastes bâtiments sont modernes, recouverts de bois. Ils comprennent un atelier-garage, l'étable et un immense grenier à foin au-dessus, la fromagerie, une salle d'accueil et de vente au rez-de-chaussée et le logement des fermiers au-dessus. C’est devenu un but de promenade pour le tourisme familial,.

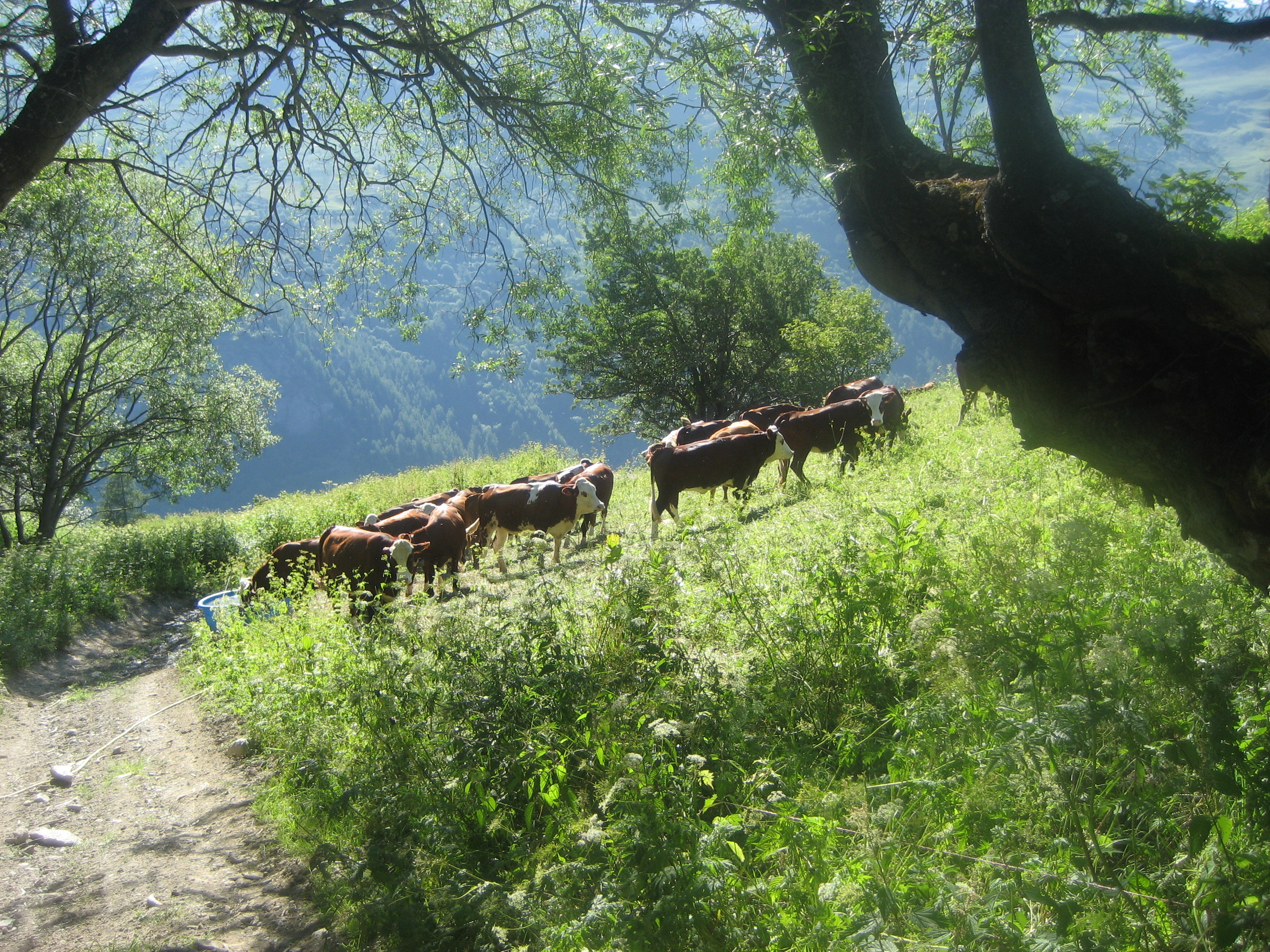
Vaches tarines au dessus du hameau des Granges
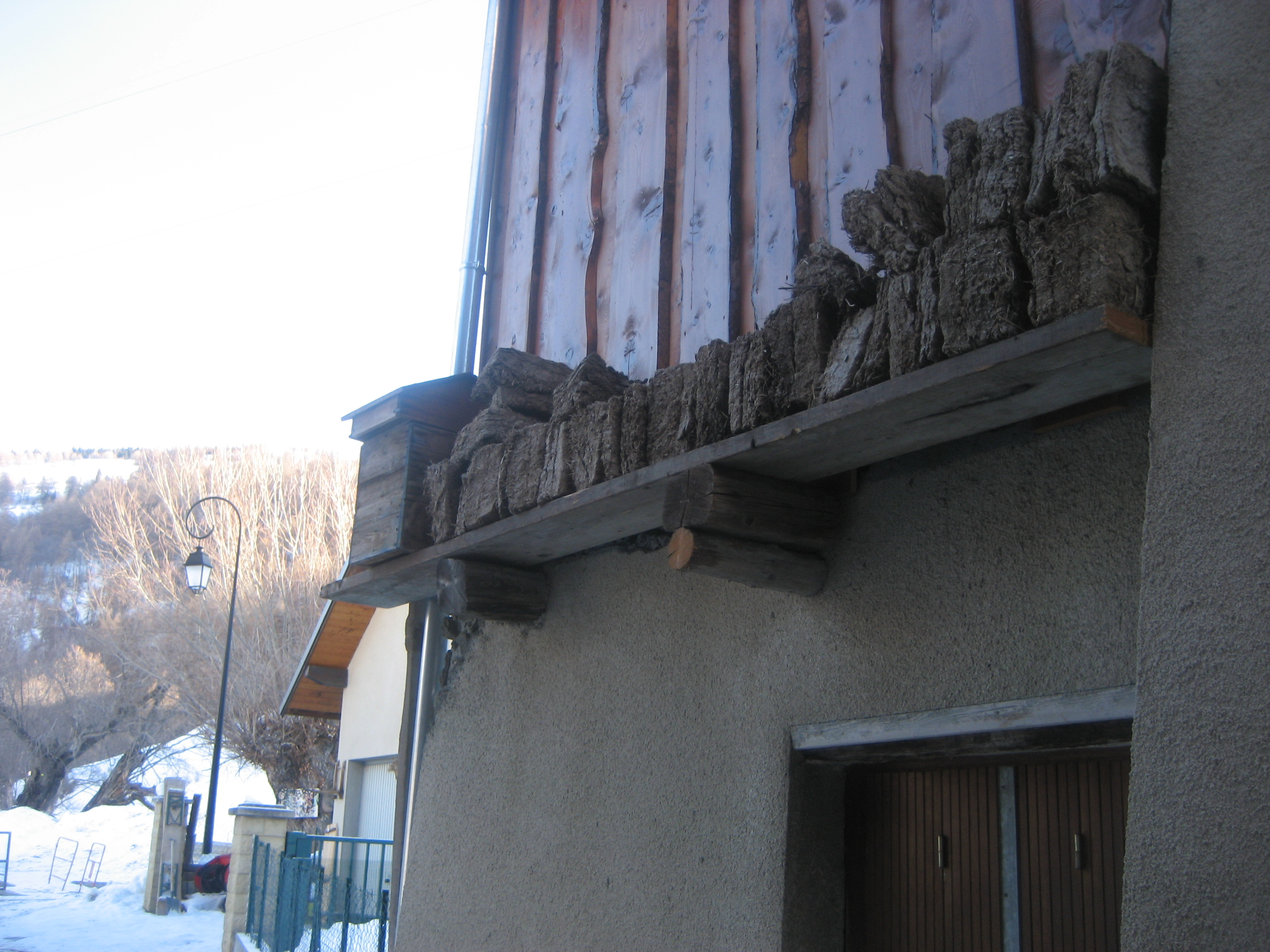
Les bouses ou bois de vache en train de sécher, aux Granges
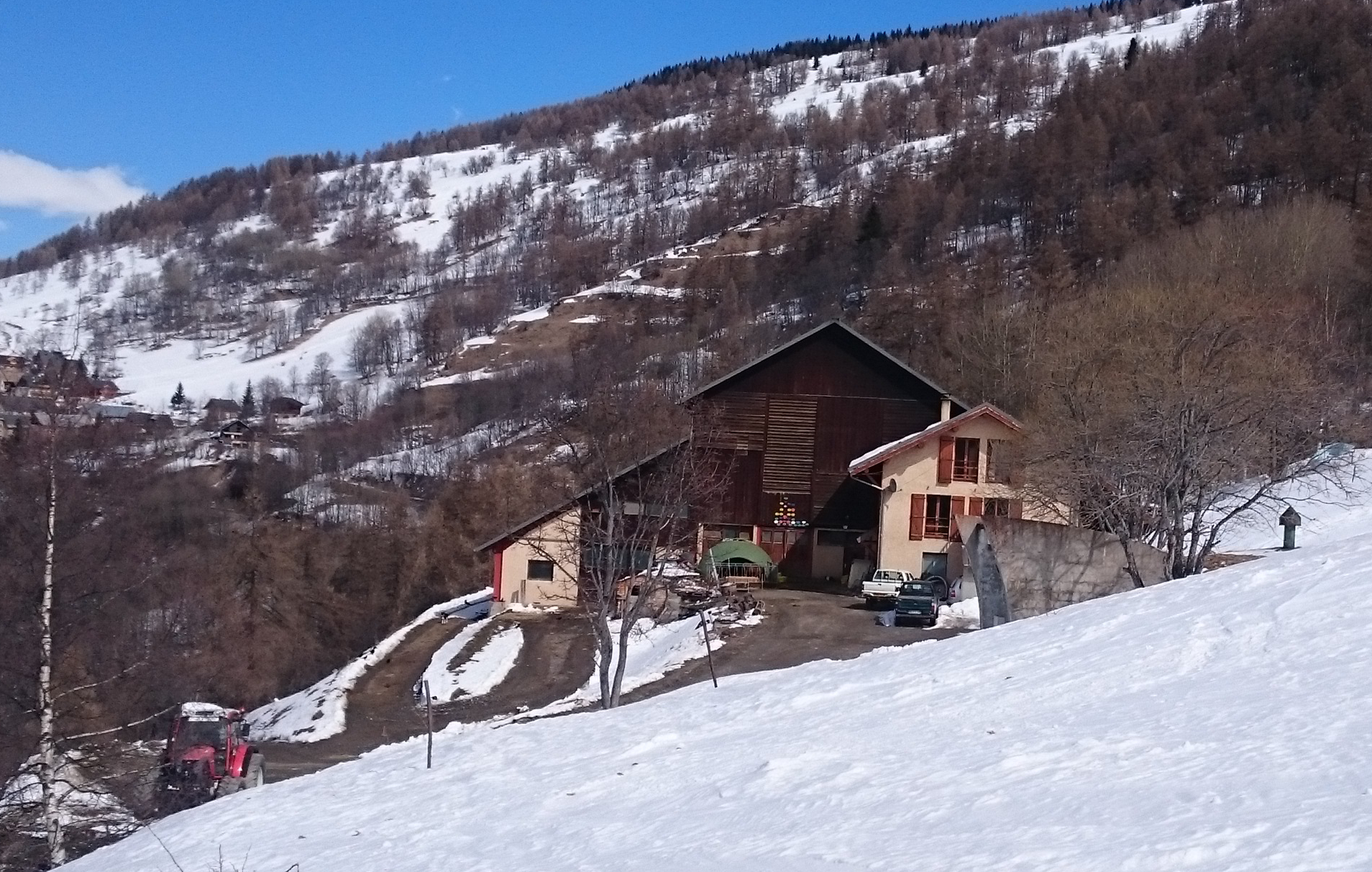
La ferme de l'Adroit au haut des Granges

## Le développement du ski

### Le remonte-pente de l'Epinette

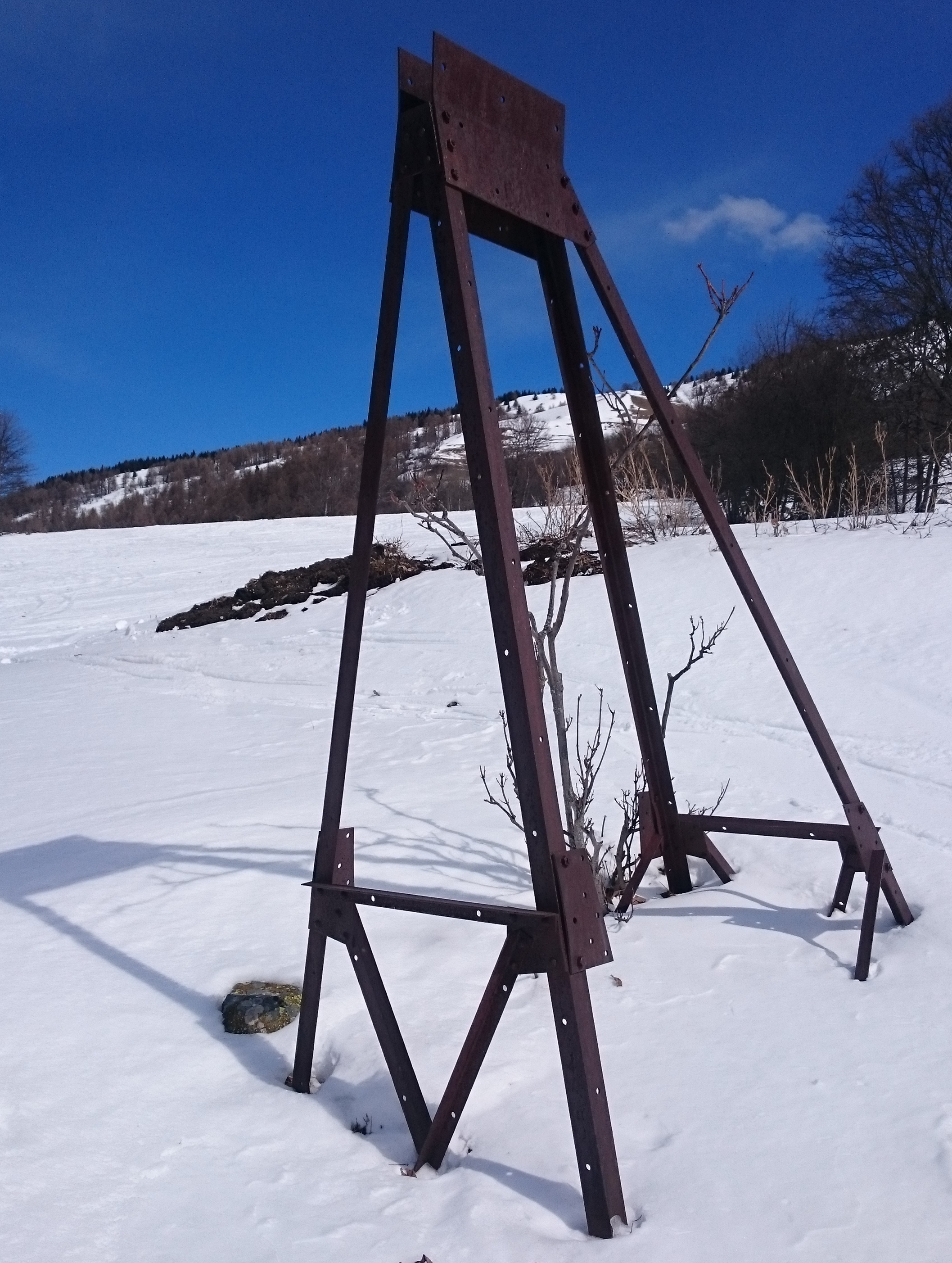
Ce qu'il reste en 2016 du Teleski de l'Epinette (1936)

Gabriel Julliard construit, en 1936, un remonte-pente au lieu-dit « l’Epinette » au hameau des Granges. Cet ouvrage est la première remontée mécanique réalisée en Maurienne. Il n’en reste plus qu’un morceau de pylône. Le moteur provient d’une ancienne voiture. Les suspentes tiennent tant bien que mal au câble et sont terminées par une perche en bois que l’on place entre les jambes ou dans les mains du skieur.
Ce remonte-pente sera suivi en 1938, et à partir de 1945, de plusieurs autres et d’un télébenne qui seront installés en divers endroits du village de Valloire, lançant ainsi, à la suite du hameau des Granges, cette petite station de sports d’hiver dès les dernières années de l’avant-guerre.

### Le téleski des Ecureuils
Vers 1970, la colonie des Ecureuils dirigée par l’abbé Rosset et localisée au hameau des Granges fait installer un téléski privé par le constructeur Montaz Mautino. En 1980, le téléski est démonté. Le site de la piste est maintenant occupé par la ferme de l’Adroit.

## Personnalités

### Maud Gobert
Maud Gobert est née le 25 avril 1977. dans le nord de la France. En 1981, elle suit ses parents vers les pays de neige. Sportive, elle s’exprime dans divers sports (cross-country, 400 m haie, ski alpin, ski cross, snowboard et courses de montagne). À partir de 2007, elle s’illustre dans les courses avec dénivelés (marathon et trail). En 2011, elle devient double championne du monde de trail en individuel et en équipe, en remportant une course de 70 km en Irlande. Elle habite aux Granges depuis plusieurs années. Depuis, cette mère de trois petites filles (Elisa : 2001, Amélie : 2003, Justine : 2005) figure régulièrement aux places d’honneur de la discipline et est notamment championne de France de trail long en 2014 et 2015,.

### Jean-Baptiste Grange

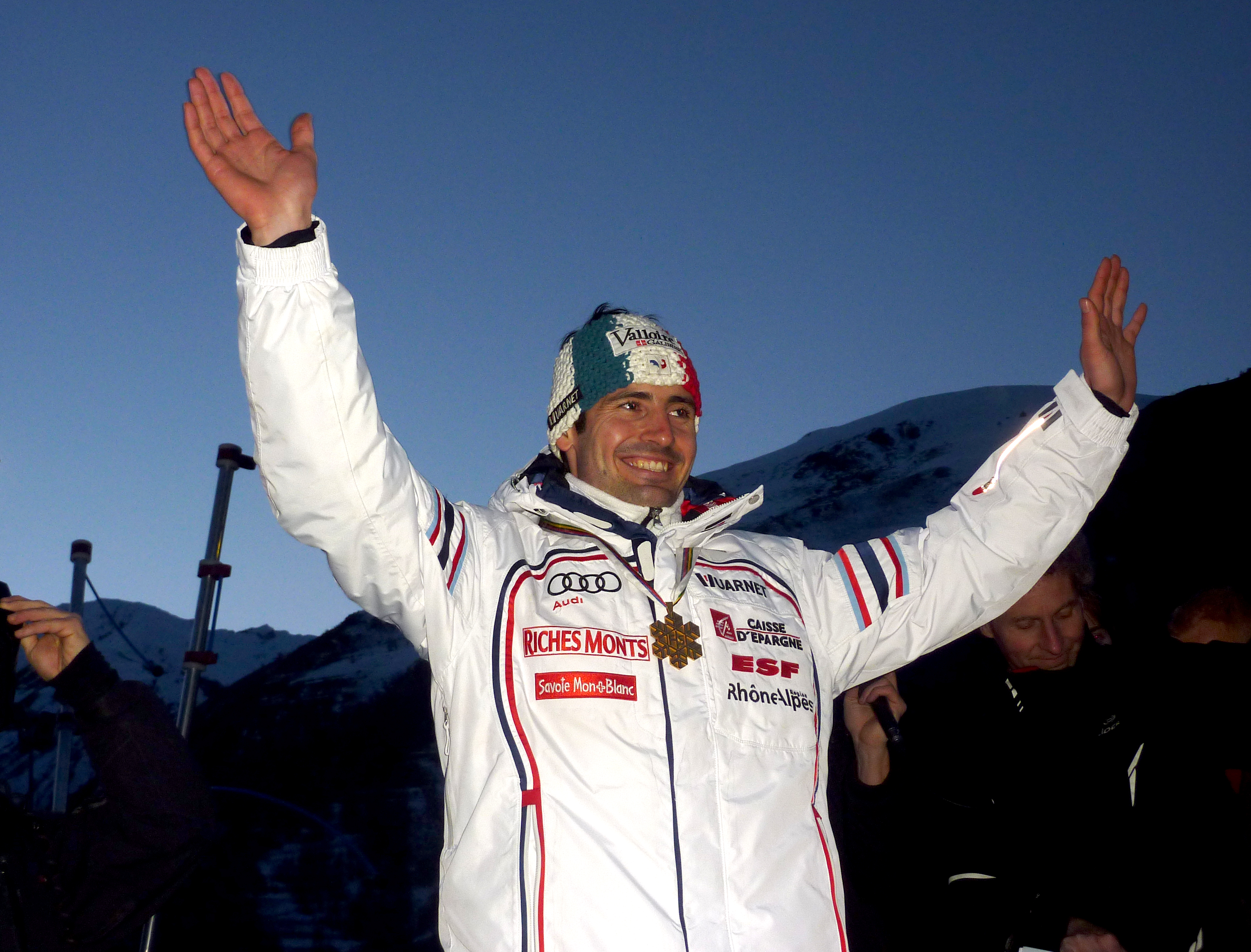
Jean-Baptiste Grange, l'enfant des Granges.

Jean-Baptiste Grange, né le 10 octobre 1984 à Saint-Jean-de-Maurienne (Savoie), est un skieur alpin français, vainqueur de la Coupe du monde de slalom en 2009 et double champion du monde de slalom en 2011 et 2015. Il est également médaillé de bronze en slalom aux mondiaux 2007 et auteur de neuf succès (huit en slalom, un en combiné) en Coupe du monde.
Il est le seul skieur français à avoir remporté deux titres mondiaux en slalom, et le premier français à être sacré champion du monde de ski alpin depuis Michel Vion en 1982. Il participe deux fois aux Jeux olympiques d'hiver (en 2006 et en 2014) sans gagner de médaille.
Il a grandi aux Granges où résident ses parents.